# Humani generis redemptionem
Humani Generis Redemptionem je papeška okrožnica (enciklika), ki jo je napisal papež Benedikt XV. 19. junija 1917.
V okrožnici je papež vzpostavil položaj in pomen pridige v Rimskokatoliški Cerkvi; tako je naložil, da lahko pridigajo le osebe, ki imajo za to dovoljenje lokalnega škofa, pri čemer morajo škofi tudi nadzorovati pridigarje glede vsebine njihovih pridig.